# Lamprologus callipterus
Espèce
Statut de conservation UICN

 LC  : Préoccupation mineure
Lamprologus callipterus est une espèce de poisson de la famille des Cichlidae.

## Distribution
Cette espèce est endémique du lac Tanganyika.

## Référence
- Boulenger, 1906 : Fourth contribution to the ichthyology of Lake Tanganyika. Report on the collection of fishes made by Dr. W. A. Cunnington during the Third Tanganyika Expedition, 1904-1905. Transactions of the Zoological Society of London, vol. 17, pt. 6, n. 1, p. 537-619.